# Nadab
Segons la Bíblia, Nadab (en hebreu, נדב בן-ירבעם Nadav ben Yerav’am) va ser el segon rei del Regne d'Israel després de la seva divisió i va succeir el seu pare Jeroboam. La seva capital va ser Tirsà, que sembla que s'ubicava a prop de Siquem.
La governació de Nadab, que va començar al 910 a.n.e. segons la cronologia tradicional o al 976 a.n.e. segons la cronologia bíblica, no va durar dos anys complets, durant els quals va continuar l'adoració dels vedells d'or instituïda pel seu pare. Mentre Nadab assetjava Guibeton, anteriorment una ciutat levita que havien pres els filisteus, Baixà de la tribu d'tribu d'Issacar, el va assassinar, i després va matar als restants membres de la casa de Jeroboam per apoderar-se del tron